# 松下大三郎
松下 大三郎（まつした だいざぶろう、1878年（明治11年）10月24日 - 1935年（昭和10年）5月2日）は、日本の国語学者、文法学者。文学博士。國學院大學教授。号は曲水。

## 経歴

### 出生から学生時代
1878年、静岡県磐田郡下野部村（野部村、磐田郡豊岡村を経て、現在は磐田市）生まれ。父・久三郎は野部村村長。
明治19年（1886年）4月、野部尋常小学校（現・磐田市立豊岡北小学校）初等二級生に入学。同級生に、河合亀太郎(日本薬剤師会会長、薬学博士の)がいた。明治21年（1888年）2月、同校を卒業。
明治22年（1889年）7月、二俣高等小学校に進学。少年時代には落合直文・小中村義象共著の『中等教育日本文典』と『スキントン英文典』を比較研究していた。明治26年（1893年）4月、同卒業。
明治26年（1893年）7月、文法研究を深めるために16歳で単身上京。同年10月、東京専門学校（現・早稲田大学）英文学科に入学したが、文法の授業に満足できず、3ヶ月で退学。日清戦争後の明治28年（1895年）9月、落合直文を頼って國學院に入学。1898年に卒業し、1899年4月、日本最初の口語文典『日本俗語文典』を「国文学界」に発表。

### 大学卒業後
1905年、三矢重松の推薦で宏文学院教授に招かれ、1906年に『日本語教科書』全3巻を三矢らとともに刊行、1907年には『漢訳日本口語文典』を刊行した。宏文学院や法政学院で教鞭を執った後、1913年には自ら日華学院を創設して中国人留学生への日本語教育に尽力した。1924年、國學院大學講師、のち教授となった。1932年、学位論文『詞の本性論』を國學院大學に提出して文学博士号を取得。
昭和10年（1935年）、脳溢血により夭逝した。

## 業績

### 日本語文法の研究
日常に用いられる日本語が研究対象になることは稀であった状況下で、そうした日本語に松下は目を向けて文法研究に本格的に取り組んだ。日常に用いられる母語に関心を寄せていたのには、松下が「ありふれた事象を思索の対象に据える」という資質を持ち合わせていたことや、留学生への日本語教育に従事した環境によるという。こうした結果として、後に「松下文法」と呼ばれる日本語の文法理論を確立した。

### 国文学研究
著作の中心は日本語文法に関するものであるが、この他にも日本語教育に関するものや、国文学に関するものもある。中でも渡辺文雄との共編著『國歌大觀』正・続（1901年-1903年）は、国文学和歌研究史に期を画した。

## 家族・親族
- 父: 久三郎（別名綱吉）は野部村村長を務めた。
  - 弟: 鉄太郎
  - 妹: 志かの
- 妻: 鶴（国文学者丸岡佳の妹）

## 著作

### 単著
- 『中學敎程日本文典』1898年
- 『日本俗語文典』1901年
- 『漢訳日語階梯』1906年
- 『漢訳日本口語文典』1907年
- 『標準日本文法』1924年
  - 『改撰 標準日本文法』1928年
  - 『女子 標準日本文法』1928年
- 『標準漢文法』1927年
- 『標準日本口語文法』1930年

### 共編著
- 松下大三郎・松平静編『新編 日本文典』1898年
- 松下大三郎・丸岡佳編『女學雜誌 姬百合』1899年
- 松下大三郎・渡辺文雄編『國歌大觀』1901年 - 1903年
- 松下大三郎・丸岡佳編『國文大觀』1909年